# Sulfoxaflor
Le sulfoxaflor est un insecticide systémique qui agit en tant que neurotoxine. 
La forme chimique de son principe actif le fait classer parmi les sulfoximines, qui agissent sur le système nerveux central des insectes d'une manière nouvelle. Le flupyradifurone et le sulfoxaflor agissent sur deux types de récepteurs, ce qui les rend efficace contre des souches d'insectes qui ont développé des résistances pour l'un ou l'autre de ses mécanismes d'action. Ces deux pesticides se sont montrés « particulièrement efficaces contre les pucerons, et l'émergence récente du « puceron de la canne à sucre », Melanaphis sacchari (Zehntner), en tant que ravageur du sorgho aux États-Unis, a entraîné leur utilisation généralisée ».
Jusqu'en 2018, ils ont été présentés comme « les plus probables successeurs » des néonicotinoïdes, mais comme ils partagent avec ces insecticides controversés « le même mode d'action biologique », une étude publiée dans la revue Nature a invité en « urgence » à tester ses effets non mortels (« rarement détectés », par les évaluations standard notamment), car ils ont montré des effets négatifs similaires à ceux des néonicotinoïdes sur les bourdons,.

De plus ce pesticide a aussi rapidement développé des résistances chez les insectes-cibles,,. « Aucune corrélation entre la résistance aux néonicotinoïdes et la résistance au sulfoxaflor n'a été trouvée ».	 	

## Mode d'action
Ce biocide a été créé comme pesticide destiné à lutter contre les insectes se nourrissant de sève, en utilisant une sulfoximine, ce qui le classe dans les sulfoximines, mais dans un sous-groupe de molécules qui agissent en se fixant (pour les bloquer) sur les récepteurs nicotiniques de l'acétylcholine (nAChR),,.
Le sulfoxaflor se lie aux récepteurs nicotiniques de l'acétylcholine (nAChRs) en lieu et place de l'acétylcholine.
Il produit alors des impulsions nerveuses incontrôlées (visibles sous forme de tremblements musculaires incontrôlables chez l'insecte), qui finissent en paralysie puis par la mort.
D'autres molécules se liant différemment au même récepteur sont les pesticides néonicotinoïdes, la nicotine, les buténolides les mesoïonics et les spinosynes,,
Selon les données apportées par son producteur pour l'homologation du produit, le sulfoxaflor se liant plus fortement aux récepteurs neuronaux des insectes qu'à ceux des mammifères il est sélectivement plus écotoxique pour les insectes qu'écotoxique pour les mammifères ou toxique pour l'homme.

## Métabolites et produits de dégradation
En 2017, une méthode analytique (basée sur la chromatographie en phase liquide et la spectrométrie de masse en tandem) a été publiée qui permet de détecter et quantifier à la fois les molécules de sulfoxaflore non dégradées et deux de ses métabolites (dénommée X11721061 et X11719474). La méthode a été testée sur du riz brun et de la paille de riz. La limite de quantification (0,02 mg/kg) s'est montrée inférieures à la limite maximale de résidus établie par le Ministère coréen de la sécurité alimentaire et pharmaceutique pour le riz brun (0,2 mg/kg). Ce travail a aussi montré que durant un stockage à -20 °C, l'analyte et ses métabolites se sont montrés stables jusqu'à 87 jours. La méthode a été appliquée avec succès à des rizières traitées avec différents calendriers de programme et un intervalle avant récolte de 7 jours a été proposé sur la base de l'étude actuelle. En résumé, la méthode mise au point est précise et reproductible pour assurer la détermination fiable du sulfoxaflore (et de ses métabolites) dans les échantillons de grains et de paille récoltés sur le terrain. Le niveau résiduel du composé d'origine ne semble pas présenter d'effet dangereux et le riz traité peut être utilisé sans danger pour la consommation.

## Ecotoxicologie
Selon l'Agence nationale de sécurité sanitaire (Anses) qui a procédé à son évaluation en vue de son homologation, le sulfoxaflor présente l'avantage par rapport aux néonicotinoïdes d'être peu persistant dans les sols et dans les plantes (1 à 4 jours) ; ses résidus de dégradation ne sont pas toxiques pour les pollinisateurs, et il est moins toxiques pour les animaux aquatiques.

### Effets sur les espèces non cibles
- Aux doses utilisées dans les champs, le sulfoxaflor présente une certaine toxicité pour la coccinelle Hippodamia convergens (qui est en Amérique du Nord un important agent de biocontrôle des pucerons), mais il est un peu moins toxique pour cette espèce que le flupyradifurone qui a les mêmes usages, et également moins que « tous les autres agonistes des récepteurs nicotiniques de l'acétylcholine » selon F. Colares et ses collaborateurs en 2017[2].

- Ce neurotoxique présente aussi une grande toxicité pour certains insectes non suceurs de sève (ex. : : fourmis). F. Pan et ses collaborateurs ont exposé des colonies de fourmi de feu (Solenopsis invicta) durant 28 jours au sulfoxaflor distribué dans l'alimentation (eau sucrée) — non par gavage mais en alimentation libre — la colonie perdait 83,36 % de son poids et 100 % pour des doses respectivement de 1 μg/ml et 2 μg/ml de sulfoxaflor)[17]. Les auteurs ont aussi constaté qu'une exposition de 14 jours a réduit l'agressivité des travailleurs de la colonie de S. invicta quand ils étaient soumis à des confrontations avec une autre espèces (Pheidole fervida) avec une survie aux agressions réduite de 48 % (par rapport aux ouvrières d'un groupe témoin non exposé au sulfoxaflor). Ceci montre que des concentrations sublétales de sulfoxaflor pourraient suffire à avoir un impact négatif sur des colonies de fourmis. or les fourmis ont de fonctions écologiques importants, et certaines espèces se nourrissent en "trayant" des pucerons.

- Pour limiter ses effets sur les apidés, ce pesticide doit être appliqué uniquement quand les pollinisateurs sont a priori absents de l'environnement, car ce produit est aussi très toxique pour les apidés, en particulier pour l'abeille domestique, s'ils entrent en contact avec des gouttelettes de pulvérisation peu après l'application. Selon les études disponibles, cette toxicité diminue une fois que les gouttes pulvérisées ont séché[11].

- Une étude de 2017 a porté sur l’évaluation de la toxicité aiguë (par contact et par ingestion) du sulfoxaflor, du spinétorame et de leur mélange pour le bourdon commun (Bombus terrestris) adulte jeune (adultes de un jour), via la mesure de l’activité de l'acétylcholinestérase (AChE)[18] (les fabricants ont recommandé pour la culture du coton un mélange de ces deux molécules[19]). Les auteurs ont conclu que « le sulfoxaflor, le spinétorame et leur mélange (à parts égales) présentent un risque faible pour les travailleurs adultes de B. terrestris » mais « qui augmente avec le niveau d’exposition »[18]. L’ingestion de quelques microgrammes peut être mortelle pour le bourdon adulte (DL50 par ingestion après 48 heures =  2,50 μg d’ingrédient actif contre 4,97 et 4,07 μg respectivement pour le spinétorameet le mélange des deux molécules à parts égales). La toxicité par contact a été jugée modérée (DL50 = 8,72 μg de matière active) pour le bourdon adulte (alors qu’elle et nulle pour le mélange à parts égales avec le spinétorame pour une exposition à 120 μg d’ingrédient actif)[18]. Enfin, en laboratoire, les effets d'empoisonnement du bourdon adulte jeune par le spinétoram et/ou  par son mélange à parts égale avec le sulfoxaflor se sont montrés moindres et plus lents que ceux du sulfoxaflor seul ; et leur innocuité est meilleure que celle du sulfoxaflor seul[18].

## Controverse sur la classification du sulfoxaflor
Comme il agit sur les mêmes récepteurs que les néonicotinoïdes, la nicotine et les buténolides, Cutler et al. ou d'autres auteurs (comme Fengxiang Pan, Yongyue Lu et LeiWangen en 2017) l'ont classé dans une nouvelle classe de néonicotinoïdes dits « de quatrième génération » mais l'IRAC (Insecticide Resistance Action Committee, une organisation fondée en 1984 par des fabricants de pesticides et qui en regroupe maintenant plus de 150) le classe dans la catégorie 4C des sulfoximines, une sous-catégorie de ces insecticides ciblant les récepteurs nicotiniques.
En octobre 2017, l'UNAF rappelle que le sulfoxaflor « a été classé néonicotinoïde » aux États-Unis par un tribunal.

## Homologations
Le 6 mai 2013, l'United States Environmental Protection Agency (EPA) a approuvé les deux premiers pesticides mis sur le marché contenant du sulfoxaflor (commercialisés sous les marques Transform et Closer) par la société Dow Chemical (Dow Agrosciences). Ce pesticide a aussi été enregistré en Corée du Sud, au Panama, au Viêt Nam, en Indonésie, et au Guatemala.

## Interdictions et controverses

### Aux États-Unis
Le 10 septembre 2015, l'U.S. 9th Circuit Court of Appeals a publié une décision annulant l'homologation par l'EPA du sulfoxaflor, au motif que les preuves d'acceptabilité de la toxicité du produit pour la santé des abeilles étaient insuffisantes,. Les apiculteurs et plusieurs ONG environnementales ont salué cette décision, estimant que cette jurisprudence indiquait  clairement que l'EPA doit aussi évaluer la santé des colonies et pas seulement celles d'abeilles individuelles.

### En France
En France en octobre 2015, une proposition d'amendement demandant le rejet de ce pesticide portée par un député du Front national est rejetée. La Commission européenne donne alors l'autorisation de commercialiser et d’utiliser le sulfoxaflor[réf. souhaitée].

#### Décision de l'Anses
L'Union nationale de l’apiculture française critique en octobre 2017 la décision de l'Anses qui fonde l'autorisation du sulfoxaflor : selon l’UNAF, plusieurs études scientifiques montrent que le sulfoxaflor est un néonicotinoïde, mais il n'est pas classé comme tel par les industriels ni les agences réglementaires en Europe. « Il agit, en tout cas, comme les néonicotinoïdes, en se fixant sur les mêmes récepteurs du système nerveux central. ». Le 23 oct 2017 l'UNAF réaffirme que « "le terme néconicotinoïde" ne fait pas référence à un groupe chimique de produits mais à une famille de produits ayant le même mode d'action (action sur les récepteurs du neuro-transmetteur de l'acéthylcholine) », notant que « d'ailleurs, les autres néonicotinoïdes appartiennent eux-aussi à des familles chimiques distinctes, constituant des sous-groupes de la famille des néonicotinoïdes » ; « ce produit est systémique et a bel et bien le mode d'action des néonicotinoïdes ».
Selon l'Agence nationale de sécurité sanitaire (Anses) les conditions d'emploi sont telles qu'elles préviennent les risques pour les abeilles, et une vigilance particulière est organisée à propos de l'impact de l'utilisation de ce produit sur les abeilles.  L'agence précise notamment que l'usage du sulfoxaflor est « interdit sur les grandes cultures attractives pour les pollinisateurs ». Pour l'Anses, cette molécule est de la classe des sulfoximines même si elle a un « mode d'action similaire » aux néonicotinoïdes. Son approbation s'est faite au motif que contrairement aux néonicotinoïdes le sulfoxaflor se dégrade très rapidement dans le sols (1 à 4 jours contre 120 à 520 jours) et dans les plantes. Il est en outre moins toxique pour les organismes aquatiques et « ses métabolites ne sont pas toxiques pour les pollinisateurs ».
L'Anses, saisie par le ministre de l'Agriculture et le ministre de la Transition écologique le 20 octobre 2017, dispose à cette date de trois mois pour confirmer son avis sur l'autorisation de mise sur le marché du sulfoxaflor. 
Dans une tribune publiée par le quotidien Le Monde le 24 octobre 2017, Gérard Bapt, Delphine Batho et Jean-Paul Chanteguet estiment que « le sulfoxaflor et le flupyradifurone sont des néonicotinoïdes » et mettent en cause la stratégie des multinationales qui, pour contourner une interdiction « sortent du chapeau une nouvelle marque, un nouvel emballage, une nouvelle molécule présentée comme différente des précédentes ». Les signataires demandent au gouvernement qu'il s'oppose à la mise sur le marché, et qu'il demande à l'Anses de reconsidérer sa décision.

#### Décision du tribunal administratif
Le tribunal administratif de Nice ordonne le 23 novembre 2017 la suspension de l'autorisation de mise sur le marché délivrée par l'Anses aux insecticides comprenant du sulfoxaflor, « jusqu’à ce qu’il soit statué au fond sur [leur] légalité ». Le tribunal s'appuie pour cette décision sur le principe de précaution. Selon le quotidien Le Monde, « L’objection soulevée par le tribunal administratif de Nice pose la question, en creux, de la légalité des autorisations délivrées aux substances phytosanitaires au niveau européen ».
Devant le risque de contournement de l'interdiction des insecticides néonicotinoïdes voté en 2016 en France puis par le Parlement européen, les députés adoptent dans le cadre des débats sur le projet de loi agriculture et alimentation au printemps 2018 un amendement du député LRM Jean-Baptiste Moreau élargissant le champ de l'interdiction des néonicotinoïdes « aux substances chimiques ayant des modes d'action identiques » tel que pourraient l'être qualifié notamment le sulfoxaflor et la flupyradifurone,.
La décision du 23 novembre 2017 est confirmée en 2025,,.